# Nikólaos Georgantás
Nikólaos Georgantás (en grec moderne : Νικόλαος Γεωργαντάς ; né le 12 mars 1880 à Steno en Arcadie et décédé le 23 novembre 1958 à Athènes) est un athlète grec spécialiste du lancer du poids et du disque. Affilié au Panellinios GS, il mesurait 1,85 m pour 81 kg.

## Biographie

### Palmarès
| Date | Compétition                   | Lieu        | Résultat | Épreuve                      | Performance |
| ---- | ----------------------------- | ----------- | -------- | ---------------------------- | ----------- |
| 1904 | Jeux olympiques d'été         | Saint-Louis | 5e       | Tir à la corde               | —           |
| 1904 | Jeux olympiques d'été         | Saint-Louis | 3e       | Lancer du disque             | 37,68 m     |
| 1906 | Jeux olympiques intercalaires | Athènes     | 1er      | Lancer de pierre (6,4 kg)    | 19,925 m    |
| 1906 | Jeux olympiques intercalaires | Athènes     | 2e       | Lancer du disque             | 38,060 m    |
| 1906 | Jeux olympiques intercalaires | Athènes     | 2e       | Lancer du disque, style grec | 32,800 m    |
| 1908 | Jeux olympiques d'été         | Londres     | 6e       | Lancer du disque, style grec | 33,21 m     |

### Records
| Épreuve          | Performance | Lieu | Date |
| ---------------- | ----------- | ---- | ---- |
| Lancer du poids  | 12,47 m     |      | 1908 |
| Lancer du disque | 40,29 m     |      | 1905 |